# Boehmeria densiflora
Boehmeria densiflora là loài thực vật có hoa trong họ Tầm ma. Loài này được Hook. & Arn. mô tả khoa học đầu tiên năm 1838.